# Älsjön (Hjorteds socken, Småland)
Älsjön är en sjö i Västerviks kommun i Småland och ingår i Botorpsströmmen-Marströmmens kustområde.